# Max Gallo
Pour les articles homonymes, voir Gallo.
Max Gallo, né le 7 janvier 1932 à Nice et mort le 18 juillet 2017 à Vaison-la-Romaine, est un écrivain, historien et homme politique français.
Originellement chercheur en histoire, il se tourne ensuite vers la littérature avec ses « romans-histoire » qui constituent l'essentiel de son œuvre. Ses premiers romans, qu'il appelle des ouvrages de « politique-fiction », ont été écrits sous le pseudonyme de Max Laugham. Écrivain prolifique avec plus d'une centaine d'ouvrages à son compte, principalement des romans historiques et des biographies, il est élu membre de l'Académie française au fauteuil 24 le 31 mai 2007, à l'âge de 75 ans.
En 1981, il est élu député sous l'étiquette du Parti socialiste, puis il devient porte-parole du troisième gouvernement Mauroy.
En 1992-1993, il quitte le PS, pour suivre Jean-Pierre Chevènement lors de la fondation du Mouvement des citoyens. Il soutient ensuite Chevènement lors de l'élection présidentielle de 2002, puis Nicolas Sarkozy en 2007.

## Biographie

### Enfance
Max Gallo est fils d'immigrés italiens pauvres. Son père, originaire du Piémont, avait quitté l'école après son certificat d'études à onze ans, et il était autodidacte. Sa mère était originaire de la région de Parme. La famille Gallo habitait Nice, et Max vécut son enfance au travers de la Seconde Guerre mondiale. Son père était alors résistant, mais n'avait pas mis son entourage dans la confidence. Max assiste en tant que spectateur à l'occupation, puis à la libération de Nice et il vit avec intensité tous ces événements qui vont marquer son imaginaire et son envie d'être confronté à l'histoire.
Cependant son père, d'un tempérament prudent, oriente Max, afin qu'il fasse des études techniques et qu'il devienne ensuite fonctionnaire.

### Études
Il obtient d'abord un CAP de mécanicien-ajusteur, puis un baccalauréat mathématiques et technique au lycée du Parc-Impérial. À vingt ans, il entre ensuite dans la fonction publique en tant que technicien à la RTF, travaillant au centre émetteur des Plateaux-Fleuris, près d'Antibes, puis part au bout d'un an à Paris suivre des cours afin de devenir contrôleur technique.
En parallèle de sa profession, il poursuit ses études d'histoire. En 1957, en pleine guerre d'Algérie, il fait son service militaire comme météorologiste au Bourget, où, avec Jean-Pierre Coffe, il fonde un journal antimilitariste dénommé Le Temps, interdit au bout de trois numéros.
Reçu à Propédeutique lettres, il abandonne quelques années après son poste de technicien, pour devenir surveillant, puis maître auxiliaire à Chambéry. Il obtient ensuite l'agrégation d'histoire en 1960, à l'âge de 28 ans, et il devient professeur d'histoire au lycée Masséna à Nice. Il poursuit ses études jusqu'au doctorat en histoire, obtenu en 1968 avec une thèse de troisième cycle consacrée à la propagande de l'Italie fasciste,, puis devient maître-assistant à l'université de Nice. La même année, il décline le poste qui lui est proposé à l'université de Vincennes et exerce jusqu'en 1975 la profession de maître de conférences à l'Institut d'études politiques de Paris.

### Journaliste
Max Gallo est éditorialiste de L'Express pendant dix ans dans les années 1970, avant de démissionner. Il intervient quatre fois entre 1971 et 1973 dans Italiques. Après son expérience gouvernementale des années 1980, il a dirigé quelque temps la rédaction du quotidien Le Matin de Paris, à l'époque où le journal était « mitterrandolâtre ».
Il a longtemps participé à l'émission dominicale L'Esprit public présentée par Philippe Meyer, sur les ondes de France Culture. Sa dernière intervention à cette émission date du 31 août 2014.

### Controverses

#### Allégations sur la paternité dePapillon, d'Henri Charrière
Max Gallo est désigné comme étant le coauteur caché du best-seller Papillon, racontant les souvenirs de l'ex-bagnard Henri Charrière. Robert Laffont affirme en 1974 avoir la preuve que Charrière est le seul auteur de Papillon, mais Hubert Prolongeau écrit en 2004 : « Ceux qui juraient il y a trente ans que Papillon était l'œuvre d'Henri Charrière évoquent maintenant en souriant le patient travail de Max Gallo sur ce livre. »

#### Esclavage des Noirs
Le 4 décembre 2004, invité du 12/14 de France 3, Max Gallo déclare, à propos de l'esclavage des Noirs sous Napoléon : « Cette tache, car c’est une tache réelle, est-ce que c’est un crime contre l’humanité, peut-être, je ne sais pas ». Le CM98 (Comité Marche du 23 mai 1998), une association membre du Comité pour la mémoire de l'esclavage, porte plainte contre lui pour négation de crime contre l'humanité. Peu après démarre l'affaire Olivier Grenouilleau.
Plus tard, le CM98 est débouté au motif que « chacun doit être libre de s’interroger sur la pertinence à qualifier de crime un fait historique quand il n’y a plus personne à juger ». Il fait ensuite appel, mais il échoue une nouvelle fois, la cour d'appel constatant que « la loi Taubira n’a pas créé d’incrimination spécifique, destinée à protéger juridiquement une telle reconnaissance ».
En première instance, par jugement en date du 5 juillet 2006, le tribunal de grande instance de Paris déclare le Comité de la Marche du 23 mai 1998 irrecevable à agir.
Par arrêt en date du 13 novembre 2008, la cour d'appel de Paris infirme cette décision, mais elle prononce la nullité de l'assignation en demande du Comité de la Marche du 23 mai, le condamne aux dépens de première instance et d'appel, en application de l'article 700 du Code de procédure civile.

#### Imprécisions d'historien
Diverses erreurs ou imprécisions dans les ouvrages de Max Gallo consacrés aux événements survenus en Belgique lors des deux guerres mondiales ont été largement commentées,.

#### Au nom de tous les miens
Les responsabilités respectives de Max Gallo et de Martin Gray dans certains éléments douteux du livre Au nom de tous les miens ont fait l'objet de discussions.

### Vie politique
Militant et membre du Parti communiste jusqu'en 1956, il abandonne cette voie pendant ses études d'histoire.
Il adhère au Parti socialiste en 1981 sur demande des socialistes niçois qui cherchaient une personnalité de marque ayant une notoriété suffisante pour s'opposer au maire de l'époque, Jacques Médecin, au pouvoir depuis des décennies. Max Gallo était alors très connu pour avoir publié son roman sur sa ville de Nice, La Baie des Anges, qui fut un succès national et local. Il parvient à se faire élire député dans la première circonscription des Alpes-Maritimes en 1981, mais est battu lors des élections municipales à Nice, en 1983.
Il rencontre pour la première fois François Mitterrand lors de l'émission télévisée Apostrophes de Bernard Pivot, en 1976. En 1983, il est nommé secrétaire d'État, porte-parole du troisième gouvernement Pierre Mauroy. Il participe à moderniser cette fonction en s'inspirant du porte-parole de la Maison-Blanche, notamment avec la création d'une salle de presse au palais de l'Élysée et l'instauration d'un compte-rendu formel aux médias après le conseil des ministres. Son directeur de cabinet est François Hollande. Il quitte le gouvernement en 1984 afin de consacrer plus de temps à son travail littéraire et exercer son mandat de député européen de 1984 à 1994.
En 1991, il fait partie des premiers membres du Comité Laïcité République.
En 1992-1993, il quitte le Parti socialiste avec Jean-Pierre Chevènement, pour fonder le Mouvement des citoyens, dont il devient président.
En 1992, il publie La Fontaine des innocents, où il critique la cour du président François Mitterrand. En 1994, il abandonne son engagement politique, et se consacre tout entier à l'écriture. Il préside le comité de soutien de Jean-Pierre Chevènement à l'élection présidentielle de 2002 et participe à de nombreux meetings. En 2005, il milite également pour le «non» au référendum sur le Traité constitutionnel européen. Tout comme dans ses ouvrages, les revendications gaulliste et bonapartiste font partie de son discours politique.
Le 13 mars 2007, il a annoncé son soutien à Nicolas Sarkozy à l'élection présidentielle. Le 16 mai, à l'occasion de la journée d'investiture de Nicolas Sarkozy à la présidence de la République, il prononce un discours lors d'une cérémonie devant les chênes de la Cascade du bois de Boulogne où 35 résistants avaient été fusillés le 16 août 1944.
Depuis 2007, il pense que la France traverse une « crise nationale de longue durée », qui court depuis la Première Guerre mondiale et qui est équivalente, par son ampleur et sa profondeur, à ce que les Français ont connu pendant la guerre de Cent Ans.

### Membre de l'Académie française
En 2000, il se porte une première fois candidat à l'Académie française, au fauteuil laissé vacant par la mort de Jean Guitton : au scrutin du 22 juin, il ne recueille que six, trois puis trois voix aux premier, deuxième et troisième tours de scrutin, contre onze aux trois tours pour Jean Raspail, quatre, cinq et cinq pour Charles Dédéyan. Aucun candidat n'obtenant la majorité de 15 voix requise pour être élu, l'élection est déclarée blanche.
Il se porte à nouveau candidat en 2007, cette fois au fauteuil no 24, occupé précédemment par Jean-François Revel. À l'élection du 31 mai, il est élu dès le premier tour avec 15 voix sur 28 votants, contre cinq pour Claude Imbert et une pour Bernard Henri. Il est reçu le 31 janvier 2008, par Alain Decaux.

### Maladie et mort
Le 28 mai 2015, il reconnaît souffrir de la maladie de Parkinson, déclarant que « la maladie change le rapport de l'écrivain avec lui-même, avec les autres écrivains, et avec le monde tel qu'il est ».
Il meurt le 18 juillet 2017, à son domicile de Vaison-la-Romaine, à l'âge de 85 ans,. Ses obsèques religieuses sont célébrées à Paris, en l'église Saint-Étienne-du-Mont.
Max Gallo est enterré au cimetière de Spéracèdes (Alpes-Maritimes), dans la tombe voisine de celle de ses parents.

### Vie privée
Après avoir été l'époux de Laurence Gallo, philologue, puis de Karine Berriot, écrivaine et journaliste, il se marie en troisièmes noces à Marielle Boullier, femme de lettres connue sous le nom de Marielle Gallet, avocate au barreau de Paris, mère de trois fils, élue en 2009 députée européenne sur la liste de la majorité présidentielle en Île-de-France.
En 1972, sa fille Anne, âgée de 16 ans, se suicide,. Il a aussi un fils, David.
Le 22 octobre 2001, il retrouve la foi chrétienne grâce au prêtre de l'église Saint-Sulpice, à Paris. Il revient sur son parcours spirituel dans le prologue de sa suite romanesque Les Chrétiens.

## Œuvres

### Romans
- La Grande Peur de 1989, Gérard et Cie, 1970
- Le Cortège des vainqueurs, Robert Laffont, 1972
- Un pas vers la mer, Robert Laffont, 1973
- L’Oiseau des origines, Robert Laffont, 1974
- Que sont les siècles pour la mer, Robert Laffont, 1977
- Une affaire intime, Robert Laffont, 1979
- France, Grasset, 1980
- Un crime très ordinaire, Grasset, 1982
- La Demeure des puissants, Grasset, 1983
- Le Beau Rivage, Grasset, 1985
- Belle Époque, Grasset, 1986
- La Route Napoléon, Robert Laffont, 1987
- Une affaire publique, Robert Laffont, 1989
- Guerre des gangs à Golfe-City, Robert Laffont, 1991
Maquillé comme un roman de « David Gallway » traduit de l'anglais.
- Le Regard des femmes, Robert Laffont, 1991
- Les Fanatiques, Fayard, 2006
- Le Pacte des assassins, Fayard, 2008
- La chambre ardente, Fayard, 2008
- Caïn et Abel, Fayard, 2011

### Suites romanesques
- La Baie des Anges, Robert Laffont, 1976
  - I. La Baie des Anges, 1890-1919
  - II. Le Palais des fêtes, 1920-1944
  - III. La Promenade des Anglais, 1944-1974
L'intégrale publiée par Rombaldi en 1977 divise le premier tome en deux volumes : « Ils venaient de la montagne » et « Les Bâtisseurs ».
- Les Hommes naissent tous le même jour
  - I. Aurore, Robert Laffont, 1978
  - II. Crépuscule, Robert Laffont, 1979
- La Machinerie humaine
  - La Fontaine des innocents, Fayard, 1992
  - L’Amour au temps des solitudes, Fayard, 1992
  - Les Rois sans visage, Fayard, 1994
  - Le Condottiere, Fayard, 1994
  - Le Fils de Klara H., Fayard, 1995
  - L'Ambitieuse, Fayard, 1995
  - La Part de Dieu, Fayard, 1996
  - Le Faiseur d’or, Fayard, 1996
  - La Femme derrière le miroir, Fayard, 1997
  - Le Jardin des oliviers, Fayard, 1999
  - Un homme de pouvoir, Fayard, 2002
- Bleu blanc rouge
  - I. Mariella, XO, 2000
  - II. Mathilde, XO, 2000
  - III. Sarah, XO, 2000
- Les Patriotes
  - I. L’Ombre et la Nuit, Fayard, 2000
  - II. La flamme ne s’éteindra pas, Fayard, 2001
  - III. Le Prix du sang, Fayard, 2001
  - IV. Dans l’honneur et par la victoire, Fayard, 2001
- Les Chrétiens
  - I. Le manteau du soldat, Fayard, 2002
  - II. Le Baptême du roi, Fayard, 2002
  - III. La Croisade du moine, Fayard, 2002
- Morts pour la France
  - I. Le Chaudron des sorcières, Fayard, 2003
  - II. Le Feu de l'enfer, Fayard, 2003
  - III. La Marche noire, Fayard, 2003
- L'Empire
  - I. L’Envoûtement, Fayard, 2004
  - II. La possession, Fayard, 2004
  - III. Le désamour, Fayard, 2004
- La Croix de l'Occident
  - I. Par ce signe tu vaincras, Fayard, 2005
  - II. Paris vaut bien une messe, Fayard, 2005
- Les Romains
  - I. Spartacus : la révolte des esclaves, Éditions Fayard, 2005
  - II. Néron : le règne de l'Antéchrist, Éditions Fayard, 2006
  - III.Titus : le martyre des Juifs, Éditions Fayard, 2006
  - IV. Marc Aurèle : le martyre des chrétiens, Éditions Fayard, 2006
  - V. Constantin le Grand : l’empire du Christ, Éditions Fayard, 2006

### Contes et nouvelles
- La Bague magique, Casterman, 1981
Conte pour la jeunesse illustré par François Fiévé.
- Contes de campagnes : quinze nouvelles de France, Mille et une Nuits, 2002
Recueil collectif écrit en soutien à Jean-Pierre Chevènement, candidat MRC à l’élection présidentielle ; contient un texte de Max Gallo.
- La pendule de l'Empereur, nouvelle inédite de Elle avec la participation de France Inter, 1997

### Histoire
- L’Italie de Mussolini, Librairie académique Perrin, 1964
- L’Affaire d'Éthiopie, Le Centurion, 1967
- Contribution à l'étude des méthodes et des résultats de la propagande fasciste dans l'immédiat avant-guerre (1930-1940), Nice, 1968 (Thèse dactylographiée)
- Gauchisme, réformisme et révolution, Robert Laffont, 1968
- Histoire de l’Espagne franquiste, Robert Laffont, 1969
- Cinquième Colonne (1939-1945), Plon, 1970
- La Nuit des longs couteaux, Robert Laffont, 1971 (réédité à de nombreuses reprises)
- Tombeau pour la Commune, Robert Laffont, 1971
- La Mafia, mythe et réalités, Seghers, 1972
- L’Affiche, miroir de l’histoire, Robert Laffont, 1973
- Le Pouvoir à vif, Robert Laffont, 1978
- Le XXe Siècle, Librairie académique Perrin, 1979
- La Troisième Alliance, Fayard, 1984
- Les idées décident de tout, Galilée, 1984
- Lettre ouverte à Robespierre sur les nouveaux Muscadins, Albin Michel, 1986.
- Que passe la justice du roi, Robert Laffont, 1987
- Les Clés de l’histoire contemporaine, Robert Laffont, 1989
- La gauche est morte, vive la gauche !, Odile Jacob, 1990
- Manifeste pour une fin de siècle obscure, Odile Jacob, 1991
- L’Europe contre l’Europe, Le Rocher, 1992
- Jè, histoire modeste et héroïque d’un homme qui croyait aux lendemains qui chantent, Stock, 1994
- L’Amour de la France expliqué à mon fils, Le Seuil, 1999
- L'Âme de la France : Une histoire de la Nation des origines à nos jours, Fayard, 2007
- Révolution française (réédité en un seul volume chez le même éditeur en 2021)
  - I. Le Peuple et le Roi, XO, 2009
  - II. Aux armes, citoyens !, XO, 2009
- Le Roman des rois, Fayard, 2009
- Une histoire de la 2e guerre mondiale
  - I. 1940, de l’abîme à l’espérance, XO, 2010
  - II. 1941, le monde prend feu, XO, 2011
  - III. 1942, le jour se lève, XO, 2011
  - IV. 1943, le souffle de la victoire, XO, 2011
  - V. 1944-1945, le triomphe de la liberté, XO, 2012
- Ils ont fait la France, publication Le Figaro et L'Express, éditions Garnier, 2011-2012
  - 1. Napoléon : le conquérant, le législateur, le mythe, 2011
  - 2. Louis XIV : un règne de grandeur, 2011
  - 3. Jeanne d'Arc : sainte ou sorcière, 2011
  - 4. Henri IV : l'homme de la tolérance, 2011
  - 5. Louis XVI et Marie-Antoinette : la fin d'un monde, 2011
  - 6. Clemenceau : l'irréductible républicain, 2011
  - 7. François Ier : prince de la Renaissance, 2011
  - 8. Danton et Robespierre : les deux visages de la Révolution, 2012
  - 9. Charlemagne : guerrier et conquérant, 2012
  - 10. Saint Louis : le sceptre et la croix, 2012
  - 11. Richelieu : la raison d'État, 2012
  - 12. César et Vercingétorix : naissance d'une civilisation, 2012
  - 13. Catherine de Médicis : un destin plus grand que la prudence, 2012
  - 14. Jean Jaurès : apôtre de la patrie humaine, 2012
  - 15. Victor Hugo : le génie, l'insoumis, le visionnaire, 2012
  - 16. Clovis : roi des Francs, 2012
  - 17. Napoléon III : l'empereur mal-aimé, 2012
  - 18. Les Poilus : héroïques et sacrifiés, 2012
  - 19. Charles de Gaulle : une nouvelle république, 2012
  - 20. Jean Moulin : l'âme de la résistance, 2012
- Dictionnaire amoureux de l'histoire de France, Plon, 2011
- Une histoire de la Première Guerre mondiale
  - 1914, le destin du monde, XO, 2013
  - 1918, la terrible victoire, XO, 2013
- Les Rois fondateurs, livre illustré, éditions du Toucan, 2013.
- La Chute de l'empire romain ; Paris (XO éditions), 2014.
- Richelieu. La foi dans la France, XO éditions, 2015.
- 1917 : une passion russe, XO éditions, 2017.

### Biographies
- Maximilien Robespierre, histoire d’une solitude, Perrin, 1968
Réédité depuis 1983 sous le titre de L'Homme Robespierre, histoire d’une solitude.
- Garibaldi, la force d’un destin, Fayard, 1982
- Le Grand Jaurès, Robert Laffont, 1984
- Jules Vallès, Robert Laffont, 1988
- Napoléon[29]
  - I. : Le Chant du départ (1769-1799), Robert Laffont, 1997
  - II. : Le Soleil d’Austerlitz (1799-1805), Robert Laffont et, 1997
  - III. : L’Empereur des rois (1806-1812), Robert Laffont, 1997
  - IV. : L’Immortel de Sainte-Hélène (1812-1821), Robert Laffont, 1997
- De Gaulle
  - I. : L’Appel du destin (1890-1940), Robert Laffont, 1998
  - II. : La Solitude du combattant (1940-1946), Robert Laffont, 1998
  - III. : Le Premier des Français (1946-1962), Robert Laffont, 1998
  - IV. : La Statue du commandeur (1963-1970), Robert Laffont, 1998
- Une femme rebelle : vie et mort de Rosa Luxembourg, Fayard, 2000
- Victor Hugo
  - I. : « Je suis une force qui va ! » (1802-1843), XO, 2001
  - II. : « Je serai celui-là ! » (1844-1885), XO, 2001
- César Imperator, Éditions XO, 2003
- Louis XIV
  - I. Le Roi-Soleil, XO, 2007
  - II. L'Hiver du grand roi, XO, 2007
- « Moi, j'écris pour agir » Vie de Voltaire, Éditions Fayard, 2008
- Jeanne d'Arc, jeune fille de France brûlée vive, Éditions XO, 2011
- Henri IV, un roi français, Éditions XO, 2016

### Essais
- Fier d'être français, Fayard, 2006
- Jésus, l'homme qui était Dieu, XO, 2010

### Écrits autobiographiques
- Histoires particulières : conversations avec Paul-François Paoli, CNRS Éditions, 2009
- L'Oubli est la ruse du diable, XO, 2012

### Albums
- L'Album de l'Empereur, Robert Laffont, 1997 (hors commerce)
- De Gaulle, les images d'un destin, avec le témoignage d'Yves Guéna, Le Cherche midi, 2007
- La Grandeur du Roi-Soleil, Éditions XO, 2007 (hors commerce)

### En tant que plume
- Papillon, de Henri Charrière, Robert Laffont, 1969
Paternité contestée.
- Au nom de tous les miens, de Martin Gray, Robert Laffont, 1971

## Récompenses et distinctions

### Décorations
- Commandeur de la Légion d'honneur (2009)
- Grand officier de l'ordre national du Mérite (2013)

### Prix littéraires
- Prix du Mémorial, grand prix littéraire d'Ajaccio

### Hommages
- Le conseil municipal de Nice décide − en sa séance du 13 novembre 2017 - de renommer l’avenue des Phocéens « avenue Max Gallo ». L’inauguration a lieu le 2 juin 2018[30].